# Шарагун
Шарагу́н — деревня в Боханском районе Иркутской области России. Входит в состав Буретского муниципального образования.

## География
Находится на правом берегу реки Шарагун (левая составляющая реки Буретской), в 9 км к северу от центра сельского поселения — села Буреть.

## Население
| 2002 | 2010 | 2011 | 2012 |
| ---- | ---- | ---- | ---- |
| 102  | ↘78  | →78  | ↘70  |

По данным Всероссийской переписи, в 2010 году в деревне проживало 78 человек (39 мужчин и 39 женщин).